# Rio Quererá
O rio Quererá é um curso de água no estado da Bahia, no Brasil. Situado no Nordeste do Brasil, a 1100 km a nordeste da capital, Brasília, tendo sua nascente no Parque Ecológico do Quererá, no municípios de Tucano, divisa com o município de Araci, sendo que seu curso se volta para Araci.

## Dados gerais
Os arredores do rio Quererá são formados pelo bioma caatinga. O entorno do rio Quererá é pouco povoado, com 25 pessoas por quilômetro quadrado. A temperatura média anual na região é de 25 ° C. O mês mais quente é novembro, quando a temperatura média é de 28 ° C, e o mais frio é junho 20 ° C. A precipitação média anual é de 515 milímetros. O mês mais chuvoso é julho, com uma média de 83 mm de precipitação, e o mais seco é março, com 17 milímetros de chuva.